# Attila Herédi
Attila Herédi (ur. 2 stycznia 1959 w Jánoshalmie) – węgierski piłkarz występujący na pozycji obrońcy, reprezentant kraju, trener piłkarski.

## Życiorys
Seniorską karierę rozpoczynał w 1979 roku w Újpesti Dózsa. Grał wówczas jako napastnik i rozegrał siedem spotkań w NB I. Z uwagi na fakt, iż w klubie występowali wówczas László Fazekas, András Törőcsik i László Fekete, na sezon 1979/1980 Herédi został wypożyczony do występującego w NB II Ganz-MÁVAG. W 1980 roku z uwagi na wyjazd Fazekasa do Belgii zawodnik wrócił do Újpestu. Kiedy nowym trenerem klubu został Ferenc Szusza, Herédi został przekwalifikowany na obrońcę. Trzykrotnie (1982, 1983, 1987) zdobył z klubem Puchar Węgier. 8 grudnia 1985 roku zadebiutował w reprezentacji w wygranym 1:0 towarzyskim meczu z Koreą Południową, jednak ze względu na kontuzję nie znalazł się w kadrze Węgier na Mistrzostwa Świata 1986. W 1987 roku zdobył nagrodę dla węgierskiego piłkarza roku, a w sezonie 1989/1990 został mistrzem kraju. W 1990 roku przeszedł do Valkeakosken Haka. W SM-liidze rozegrał 18 spotkań, debiutując 29 kwietnia w zremisowanym 1:1 spotkaniu z Mikkelin Palloilijat. Po zakończeniu sezonu zakończył karierę zawodniczą.
W 1997 roku pracował jako asystent trenera w Soroksár SC, a później podjął pracę w Újpescie jako asystent i trener rezerw. W latach 2001–2002 był asystentem trenera Videotonu, a w 2003 roku został trenerem Nyíregyháza Spartacus FC, pełniąc tę funkcję do 2004 roku. W 2005 roku trenował zawodników Budakalászi MSE, a w roku 2008 wrócił do Újpestu, zostając asystentem Lázára Szentesa. W latach 2009–2010 był zatrudniony jako trener Vecsési FC, a następnie do 2011 roku pracował w tej roli w FC Tatabánya, przy czym jego piłkarze na 17 spotkań wygrali sześć. Później był asystentem trenera Lombardu Pápa, a w 2013 roku rozpoczął szkolenie juniorów w Vác FC. W latach 2015–2016 był trenerem Maglódi TC. W 2016 roku został pracownikiem Vasasu, gdzie powierzono mu funkcję koordynatora do spraw skautingu.

## Statystyki ligowe
| Sezon         | Klub              | Liga     | Mecze | Gole |
| ------------- | ----------------- | -------- | ----- | ---- |
| 1978/1979     | Újpesti Dózsa SC  | NB I     | 7     | 0    |
| 1979/1980     | Ganz-MÁVAG        | NB II    | ?     | ?    |
| 1980/1981     | Újpesti Dózsa SC  | NB I     | 26    | 2    |
| 1981/1982     | Újpesti Dózsa SC  | NB I     | 30    | 2    |
| 1982/1983     | Újpesti Dózsa SC  | NB I     | 19    | 1    |
| 1983/1984     | Újpesti Dózsa SC  | NB I     | 23    | 0    |
| 1984/1985     | Újpesti Dózsa SC  | NB I     | 21    | 2    |
| 1985/1986     | Újpesti Dózsa SC  | NB I     | 27    | 3    |
| 1986/1987     | Újpesti Dózsa SC  | NB I     | 25    | 2    |
| 1987/1988     | Újpesti Dózsa SC  | NB I     | 26    | 5    |
| 1988/1989     | Újpesti Dózsa SC  | NB I     | 19    | 5    |
| 1989/1990 (j) | Újpesti Dózsa SC  | NB I     | 2     | 0    |
| 1990          | Valkeakosken Haka | SM-liiga | 18    | 2    |